# Exorista flavicans
Exorista flavicans är en tvåvingeart som beskrevs av Louis-Paul Mesnil 1941. Exorista flavicans ingår i släktet Exorista och familjen parasitflugor.
Artens utbredningsområde är Kongo. Inga underarter finns listade i Catalogue of Life.